# ミズ・マーベル (カマラ・カーン)
ミズ・マーベル（Ms. Marvel）、本名カマラ・カーン（Kamala Khan）とは、マーベル・コミック社のコミック作品に登場するスーパーヒロイン。編集者サナ・アマナットとスティーブン・ワッカー、原作者G・ウィロー・ウィルソン、作画家エイドリアン・アルフォナによって創作された。マーベル社で初めてコミックブックの単独主人公となったムスリムキャラクターである。2013年8月に『キャプテン・マーベル』第14号で初登場し、2014年2月に発刊された個人誌『Ms.マーベル』(Ms. Marvel) の主役となった。マーベル社がムスリムのキャラクターを打ち出すというニュースは大きな話題を呼び、単行本第1巻は2015年にヒューゴー賞最優秀グラフィック・ストーリー部門を受賞した。
作中設定では、カーンはマーベル・ユニバース内のニュージャージー州ジャージーシティを出身とするパキスタン系アメリカ人の未成年女性である。マーベル社のクロスオーバー作品 Inhumanity で起こった事件により、カーンの中に眠っていた超人類インヒューマンの遺伝子が発現する。自由に姿を変える能力を身につけたカーンは、憧れの存在であるキャプテン・マーベルことキャロル・ダンバースが過去に名乗っていたミズ・マーベルの名を受け継ぐ。

## 刊行史
2013年11月、マーベル・コミック社は翌年2月から『Ms.マーベル』誌の刊行を開始することと、新主人公に10代のムスリム少女、カマラ・カーンを選んだことを発表した。原作G・ウィロー・ウィルソン、作画エイドリアン・アルフォナによるこのシリーズは、マーベル社のコミックブックで初めてムスリムの主人公を主役に持つことになった。ただしムスリムのキャラクターがそれまで皆無だったわけではない。ノーリン・クラークは『ロサンゼルス・タイムズ』紙上でサイモン・バズ、ダスト、Mの名を挙げている。
カマラ・カーンのアイディアはマーベル社の編集者サナ・アマナットとスティーブン・ワッカーの雑談の中で生まれた。アマナットは言う。「私が子供のころ、ムスリム・アメリカンとして経験したとんでもない体験談を彼に話していたんです。それが彼には面白かったようで」二人から打診を受けたウィルソンは、このプロジェクトに乗り気になった。アマナットはこの企画の背景に「ムスリム・アメリカンのディアスポラを正面から描こうという望み」があったという。アマナットによれば、カーンのコスチュームはパキスタンの民族衣装サルワール・カミーズの影響を受けている。制作チームはコスチュームでカーンの文化的アイデンティティを表そうとしたが、ヒジャブの使用は避けた。また女性読者の発言力が高まっていることを踏まえて「sex siren（妖艶なセクシー美女）」には見えないように配慮したという。
マーベル側が望んだのはムスリムの少女を登場させることだけで、出身地や背景には注文を付けなかった。原作者ウィルソンは当初ミシガン州ディアボーン出身のアラブ系を検討していたが、最終的にジャージーシティに住むデシ系と決めた。ハドソン川を隔ててマンハッタンと向かい合うジャージーシティは、ニューヨークの「6番目の区」と呼ばれてきた。マーベル・コミックのストーリーの多くはマンハッタンを舞台にしているため、ジャージーシティという出身地はカーンの性格付けと物語に大きな意味を持つことになった。ウィルソンはこう説明する。「「B級の都市」に住む「B級のヒーロー」だというのはミズ・マーベルの重要な一面です。そこから生まれるパトスと感情が彼女を戦いに向かわせます」

本シリーズではスーパーヴィランとの闘いだけでなく、カーンの家族や宗教的な務めとの闘いも描かれている。自身もイスラムへの改宗者であるウィルソンは、「イスラムを伝道しようというわけではないんです。カマラが信仰について葛藤する人間だということは私にとって大事です」と述べ、続けて「カマラの兄は極度の伝統主義者、母親は娘が男の子と接して妊娠してしまうことを病的に恐れ、父親はカマラが勉学に励んで医者になるよう望んでいます」と説明する。アマナットはこれに付け加えて以下のように述べている。
イスラムがカマラのアイデンティティの一部なのはもちろんですが、この本は宗教入門ではないし、ことさらにイスラムを勧めているわけでもありません。貼られたレッテルにどう立ち向かうか、それによってどう自己を確立させるかという物語なんです。形はどうあれ誰もが直面する闘いであって、ムスリムのカマラだけの問題ではありません。宗教はカマラが自分を認識する多くの側面のうちの一つに過ぎません。
同シリーズでカーンが名乗るミズ・マーベルの名は、現在のキャプテン・マーベルであるキャロル・ダンバースがかつて使っていた名である。『キャプテン・マーベル』誌の原作者ケリー・スー・デコニックは、カーンの正式デビューに先立って、同誌第14号（2013年8月）に端役として登場していたことを明らかにした。「カマラは『キャプテン・マーベル』14号で小さく登場しています。どうやって出すか検討した上で、キャロルがYon-Roggから市民を守っているところを目撃させました」ウィルソンによると、カーンはキャロル・ダンバースに心酔し、超人的な能力を身につけるとダンバースを模倣しようとする。「キャプテン・マーベルはカマラが熱望する理想像です。強くて美しく、パキスタン系で「周りと違う」悩みとは無縁です」とウィルソンは説明する。「カーンはコミックブックの大ファンで、自分がスーパーパワーを身につけたことに気付くと――手足を伸ばしたり、姿を変える能力なんですが――ミズ・マーベルの名前を名乗ります」アマナットは補足する。作中世界では、カーンは超人類インヒューマンズの末裔であることが発覚したうちの一人である。「インヒューマニティ (Inhumanity)」のストーリーラインにおいて、神秘的な変異源テリジェン・ミストが地球大気中に放出された結果、彼らの中で休眠していたインヒューマン細胞は活性化された。
『Ms.マーベル』誌の最初のストーリーアークで、カーンは鳥と人間が混じり合った怪人、ミスター・エジソンことインベンターと対決する。カーンの最初の宿敵であるインベンターには、主人公自身の複雑さを映し出させようという原作者ウィルソンの意図がはたらいている。ウィルソンはインベンターの造形と全体的な作画上の特徴を「風変りで、ところどころ宮崎駿風でもある」と表現した。それを担うエイドリアン・アルフォナの画風は、カーンが強敵と向かい合う緊迫感と「遊び心に満ちた視覚ギャグ」の楽しさを両立させている。このストーリーアークでカーンはX-メンのウルヴァリンと共闘してインベンターに立ち向かう。ウルヴァリンはこのとき「デス・オブ・ウルヴァリン（Death of Wolverine ）」事件によって自己治癒能力を失っていたため、カーンが危険な役目を負う立場に立たされる。ウィルソンによれば、この種のチームアップではウルヴァリンが主導権を取るだろうという読者の予想を覆すために役割を逆転させたという。
原作者ダン・スロットは2014年のサンディエゴ・コミコンにおいて、「スパイダーバース」クロスオーバーの一環として、『アメイジング・スパイダーマン』第7号（2014年10月）からカーンがスパイダーマンと共演することを告知した。スロットはカーンを「昔から親しんできたピーター・パーカーに一番近いキャラクター」と表現し、「10代のスーパーヒーローで、私生活でも悩み事が多く、失敗もするけど、全部やり遂げようと頑張っている」と説明した。
2015年6月から『Ms.マーベル』誌はマーベル社のクロスオーバーイベント「シークレットウォーズ」に加わり、マーベル・ユニバースの終焉をカーンの視点から描くことで「ラストデイズ (Last Days)」のストーリーラインの一角を担った。ウィルソンは説明する。「「ラストデイズ」のストーリーで、カマラは自分が知っているあらゆるものに迫る滅亡と闘わなければなりません。そして、世界が終わりを迎えるときにヒーローであるとはどういうことかを悟ることになります」カーンはマンハッタンに迫る危機に対処しようと急ぐ。しかしウィルソンが明かすところでは、「マンハッタンの混乱状態がジャージーシティに広がっていく中で、カーンはとても個人的な敵と直面し、非常に難しい決断を迫られます。そして特別なゲストとして、カマラとファンが長い間見たくてたまらなかったスーパーヒーローとの共演が行われます」

2015年3月、マーベルは同年のフリー・コミックブック・デイ特別号 All-New All-Different Avengers FCBD（原作マーク・ウェイド、作画アダム・キューバートとMahmud Asrar）において、「シークレット・ウォーズ」後の世界のアベンジャーズにカーンが加入することを発表した。また「シークレット・ウォーズ」に続く設定再編イベント「オールニュー・オールディファレント・マーベル」の一環として『Ms.マーベル』誌も次のシーズンに移行した。制作チームとしてウィルソン、アルフォナのほかタケシ・ミヤザワが名を連ねた。アマナットはこう語っている。
新シリーズが出るころには、『Ms.マーベル』の発刊から2年ほどが経ちます。なんとまあ、いろいろなことをカマラ・カーンは乗り越えてきたことでしょう。大人の世界に乗り出す一方でスーパーヒーローとしても奮闘し、周りからも徐々に認められてきました。でも見習い期間はもう終わり、いよいよ大リーグ [アベンジャーズ] に入ります。問題はやっていけるかどうかです。…カマラの資格が十分だとしても、やはりカルチャーショックがあるのです。長年の夢がかなってアベンジャーズの一員になったのだから、カマラくらいの歳では平静ではいられません。チームメイトを畏敬するあまり、ちょっと頑張りすぎることになります。
2016年3月、マーベルは『Ms.マーベル』誌が「シビル・ウォー II」のストーリーラインと連携することを発表し、カーンとダンバースが決裂することを示唆するプロモーション画像を公開した。アマナットは説明する。
衝突のきっかけを作ったのは「シビル・ウォーII」かもしれませんが、カマラがいつか崇拝の対象から卒業しなければいけないということは誰もがわかっていたはずです。彼女は自己発見とアイデンティティをめぐる旅の途上にあります。そうであるなら、仰ぎ見ていた存在からの自立は避けて通れません。キャロルとカマラの衝突はどちらが正しいという問題ではありません。成長とともに、愛する人であっても自分と違う見方で世界を見ていることに気付くという話なんです。
マーベル社は同年7月、「シビル・ウォー II」を受けてアベンジャーズから独立した10代のヒーローが結成するチーム、チャンピオンズにカーンが加入することと、同題のコミックが原作マーク・ウェイドと作画ウンベルト・ラモスでシリーズ展開されることを発表した。チームのメンバーはカーンのほか、スパイダーマン（マイルス・モラレス）、ノヴァ（サム・アレクサンダー）、ハルク（アマデウス・チョ）、ヴィヴ・ヴィジョン、そして別の時間軸から来た10代のサイクロプス（スコット・サマーズ）である。ウェイドは言う。「最初の3人 [カーン、モラレス、アレクサンダー] はアベンジャーズ正メンバーを辞めた子供たちだ。おあつらえ向きの成り行きだった。この3人は放っておいても自然にミニチームとして動いてくれる。とてもいいダイナミクスがあるんだ。それぞれ互いの個人誌にゲスト出演しあってるし、言い争いやぶつかり合いがあったとしても、いい取り合わせなのは明らかだ」
同年8月、カーンはエイミー・リーダーとブランドン・モントクレアが原作者を務める Moon Girl and Devil Dinosaur 誌第10号に登場し、自分と同じく後天的にスーパーパワーを身に着けた若きインヒューマンであるムーン・ガール（ルネラ・ラファイエット）のメンター役を果たした。アマナットによると、カーンはラファイエットに自分を重ねており、彼女を指導することで自分自身について多くを学ぶ。
2016年11月、翌年5月に発刊されるコミックシリーズ（原作マシュー・ローゼンバーグ、作画ハビアー・ギャロン）で新結成されるシークレット・ウォリアーズにカーンが加入することが発表された。このチームは「インヒューマンズ vs X-メン」のストーリーラインを受けて結成されたもので、メンバーとしてクェイク、カーナック、ムーン・ガール、デビル・ダイノソアが名を連ねる。ローゼンバーグはチーム内に衝突と摩擦があると述べ、以下のように説明した。「ミズ・マーベルとクェイクは色々な側面でチームの魂のために戦うが、ムーン・ガールは自分のやりたいことしかしない。そうはいっても彼らはスーパーヒーローなので、全員で試練に立ち向かうことになるが、それぞれ自分のやり方を通すだろう」
2017年3月、アンソロジーのリミテッドシリーズ Generations の読み切り号でカーンとダンバースが共演することが発表された。制作チームはウィルソンとPaolo Villanelleである。ウィルソンはこの号で両者の「メンターと弟子の関係」が掘り下げられることを明かした。「[しかし、]本当のテーマは成長です。崇拝していた相手にも欠点があると気づくのは、成長の重要な部分を占めています。そして、自分自身の短所を理解する中で、人の短所を許せるようになることも」
2017年12月から『Ms.マーベル』誌において、刊行物の再編イベント「マーベル・レガシー」の一環として「Teenage Wasteland」のストーリーアークが展開される。ウィルソンは言う。「「シビル・ウォー II」の出来事以来、カマラとそのメンターであるキャプテン・マーベルの間には軋轢がありました。今回のストーリーでは、世代を通して伝統を受け継ぐということがどれほど複雑なものかを取り上げます。…カマラは自分自身と使命について自信を失います。そこでカマラの友人たちが重要な、そして意外な役割を果たすことになります。つまりある意味、このストーリーは本当のところ、いつも軽く扱われている若者たちが一致団結して悪に立ち向かうという話です」

## 合本
ペーパーバック
| タイトル                               | 収録号                                                          | 発行日         | ISBN           |
| -------------------------------------- | --------------------------------------------------------------- | -------------- | -------------- |
| Ms. Marvel Volume 1: No Normal         | Ms. Marvel vol. 3 #1–5, All-New Marvel NOW! Point One の一部    | 2014年10月28日 | 978-0785190219 |
| Ms. Marvel Volume 2: Generation Why    | Ms. Marvel vol. 3 #6–11                                         | 2015年3月24日  | 978-0785190226 |
| Ms. Marvel Volume 3: Crushed           | Ms. Marvel vol. 3 #12–15, SHIELD #2 の一部                      | 2015年6月23日  | 978-0785192275 |
| Ms. Marvel Volume 4: Last Days         | Ms. Marvel vol. 3 #16–19, Amazing Spider-Man vol. 3 #7-8 の一部 | 2015年11月24日 | 978-0785197362 |
| Ms. Marvel Volume 5: Super Famous      | Ms. Marvel vol. 4 #1-6                                          | 2016年7月12日  | 978-0785196112 |
| Ms. Marvel Volume 6: Civil War II      | Ms. Marvel vol. 4 #7-12                                         | 2016年12月27日 | 978-0785196129 |
| Ms. Marvel Volume 7: Damage Per Second | Ms. Marvel vol. 4 #13-18                                        | 2017年8月1日   | 978-1302903053 |

ハードカバー
| タイトル                    | 収録号 | 発行日        | ISBN           |
| --------------------------- | --- | ------------- | -------------- |
| Ms. Marvel Volume 1         | Ms. Marvel vol. 3 #1–11, 'All-New Marvel NOW! Point One の一部                                                           | 2015年8月25日 | 978-0785198284 |
| Ms. Marvel Volume 2         | Ms. Marvel vol. 3 #12–19, Annual 1, Amazing Spider-Man vol. 3 #7-8                                                       | 2016年4月19日 | 978-0785198369 |
| Ms. Marvel Omnibus Volume 1 | Ms. Marvel vol. 3 #1–19, Annual 1, Amazing Spider-Man vol. 3 #7-8, S.H.I.E.L.D. #2, All-New Marvel NOW! Point One の一部 | 2016年11月1日 | 978-1302902018 |
| Ms. Marvel Volume 3         | Ms. Marvel vol 4. #1-12                                                                                                  | 2017年6月27日 | 978-1302903619 |

### 日本語版
表紙イラストレーションはコヤマシゲト。
- 『Ms.マーベル:もうフツーじゃないの』G・ウィロー・ウィルソン（著）、エイドリアン・アルフォナ（イラスト）、秋友克也（翻訳）、ヴィレッジ・ブックス、2017年。ISBN 486491348X

Ms. Marvel Vol.3 第1-5号収録。
- 『Ms.マーベル:スマホ世代とか言われても』G・ウィロー・ウィルソン（著）、ジェイク・ワイアット、エイドリアン・アルフォナ（イラスト）、秋友克也（翻訳）、ヴィレッジ・ブックス、2018年。ISBN 9784864913959

Ms. Marvel Vol.3 第6-11号収録。

## 評価

### 当初の反応
マーベル社の発表はオンラインで大きな反響を巻き起こした。多様性唱道団体ムスリム・メディアウォッチの創立者ファーテメ・ファクライは、アルジャジーラ・アメリカの取材に答えて「彼女はアメリカのムスリムについて学ぶ窓口になるでしょう」「アメリカでムスリムであるということを当たり前のものにしてくれます」と述べた。ブレット・ホワイトはウェブサイト『コミックブック・リソーシズ』 で「カマラ・カーンはジャージー・シティに住むパキスタン移民の娘である。またもやマーベル・コミックは、まだ自分たちを代表するヒーローを持っていないマイノリティ集団をコミックに引き込もうという願望を露わにした」と書いた。フセイン・ラシードはCNNのブログで書いた。「カマラ・カーンというキャラクターは、ポップカルチャーにおけるムスリム描写に何か新しいものを与えてくれるかもしれない。彼女は合衆国生まれのティーンエイジャーで、見るからにポスト9/11世代だ」『ガーディアン』紙はカマラ・カーンをマララ・ユスフザイと並べ、エンターテインメント界はマーベルを手本にすべきだと主張した。その一方で、リヴァプール大学のレオン・ムサヴィは、カマラの家族がムスリムの両親は抑圧的だという偏見を強化しかねないと懸念するとともに、カーンの変身能力はタキーヤをはじめとする悪いステレオタイプを連想させると述べた。タキーヤとは、迫害を避けるためであれば、イスラム信者が信仰を否定したり、禁じられたあるいは不敬な行為を行っても許されるという法的制度である。政治風刺を得意とするコメディアン、スティーヴン・コルベアは自らのテレビ番組『コルベア・レポー』の中で、ムスリムのスーパーヒーローを登場させようというマーベルの決断をからかった。コメディアンのコナン・オブライエンもカマラの信仰を一夫多妻制と結び付けたジョークをTwitterに書き込んだが、後に反発を受けて削除した。

### 批評家の反応
ミーガン・デイモアは『コミックブック・リソーシズ』のレビューで「『Ms.マーベル』第1号には好きになれないところがない。どのキャラクターも造形がしっかりしていて個性的、ストーリーには愛があり、作画は細部まで気配りが利き、時々挟まれるギャグは本当におかしい」と評した。ジェン・アプラハミアンはウェブサイト『コミックス・ヴァイン』で以下のように論じた。「『Ms.マーベル』は好感の持てるデビューを果たした。マスクをつける前から彼女の自信とハートの良さは伝わってきた。カマラはありきたりのスーパーヒロインではないし、今後のストーリー展開もわくわくさせてくれそうだ。幅を広げようというマーベルの試みに誉れあれ。多様性因子を高めるための新キャラクターでありながら、トークンっぽくもなく、すぐ消えそうにも見えない。絶妙な一手だ。『Ms.マーベル』は良質な創刊号とともに、物語の可能性が詰まった一つの世界…むしろ一つの宇宙を世に送り出した」ジョシュア・イェルは『IGN』で「『Ms.マーベル』は元気いっぱいで悩みの多い、好きにならずにいられないキャラクターを作りだした」と書いた。ジョージ・マーストンはコミックブック情報サイト『Newsarama』で以下のように述べた。「『Ms.マーベル』の創刊号は確かな出来だ。そしてそのこと自体が、G・ウィロー・ウィルソンとエイドリアン・アルフォナだけでなく、マーベル・コミックにとって大きな勲章だ … 最先端の作品とは言えないし、マーベルの長い歴史の中で、図らずもヒーローになってしまったティーンはカマラ・カーンが初めてではない。しかしミズ・マーベルは、マーベルがこれまで長い期間にわたって登場させた新キャラクターの中でも有数の強烈なデビューを果たした」

### 受賞
| 年   | 賞                     | 部門                           | 受賞・ノミネート対象                                               | 結果       | 出典   |
| ---- | ---------------------- | ------------------------------ | ------------------------------------------------------------------ | ---------- | ------ |
| 2015 | ヒューゴー賞           | 最優秀グラフィック・ストーリー | Ms. Marvel Volume 1: No Normal                                     | 受賞       | [ 42 ] |
| 2015 | アイズナー賞           | 新シリーズ                     | Ms. Marvel, by G. Willow Wilson & Adrian Alphona                   | ノミネート | [ 43 ] |
| 2015 | アイズナー賞           | ライター                       | G. Willow Wilson, Ms. Marvel                                       | ノミネート |        |
| 2015 | アイズナー賞           | ペンシラー・インカー           | Adrian Alphona, Ms. Marvel                                         | ノミネート |        |
| 2015 | アイズナー賞           | カバーアーティスト             | Jamie McKelvie/Matthew Wilson, The Wicked + The Divine; Ms. Marvel | ノミネート |        |
| 2015 | アイズナー賞           | レタリング                     | Joe Caramagna, Ms. Marvel, Daredevil                               | ノミネート |        |
| 2015 | ハーベイ賞             | 最優秀新シリーズ               | Ms. Marvel, Marvel Comics                                          | ノミネート | [ 44 ] |
| 2015 | ハーベイ賞             | 最優秀ライター                 | G. Willow Wilson, Ms. Marvel, Marvel Comics                        | ノミネート |        |
| 2015 | ジョー・シャスター賞   | 傑出した作画家                 | Adrian Alphona, Ms. Marvel                                         | 受賞       | [ 45 ] |
| 2016 | アングレーム国際漫画祭 | シリーズ賞                     | Ms. Marvel, by Adrian Alphona and G. Willow Wilson                 | 受賞       | [ 46 ] |
| 2016 | アイズナー賞           | 最優秀ライター                 | G. Willow Wilson, Ms. Marvel                                       | ノミネート | [ 47 ] |
| 2016 | ハーベイ賞             | 最優秀ライター                 | G. Willow Wilson, Ms. Marvel, Marvel Comics                        | ノミネート | [ 48 ] |
| 2016 | ドラゴン賞             | 最優秀コミックブック           | Ms. Marvel                                                         | 受賞       | [ 49 ] |

### 売り上げ
原語版単行本 Ms. Marvel Volume 1: No Normal は2014年10月のグラフィックノベル発行数第1位となり、翌月には『ニューヨークタイムズ』ベストセラーリストでペーパーバックのグラフィックブック部門で第2位になった。2015年4月の Ms. Marvel Volume 2: Generation Why は『ニューヨークタイムズ』同部門で第4位、 2015年7月の Ms. Marvel Volume 3: Crushed は第3位となった。

## 文化的影響

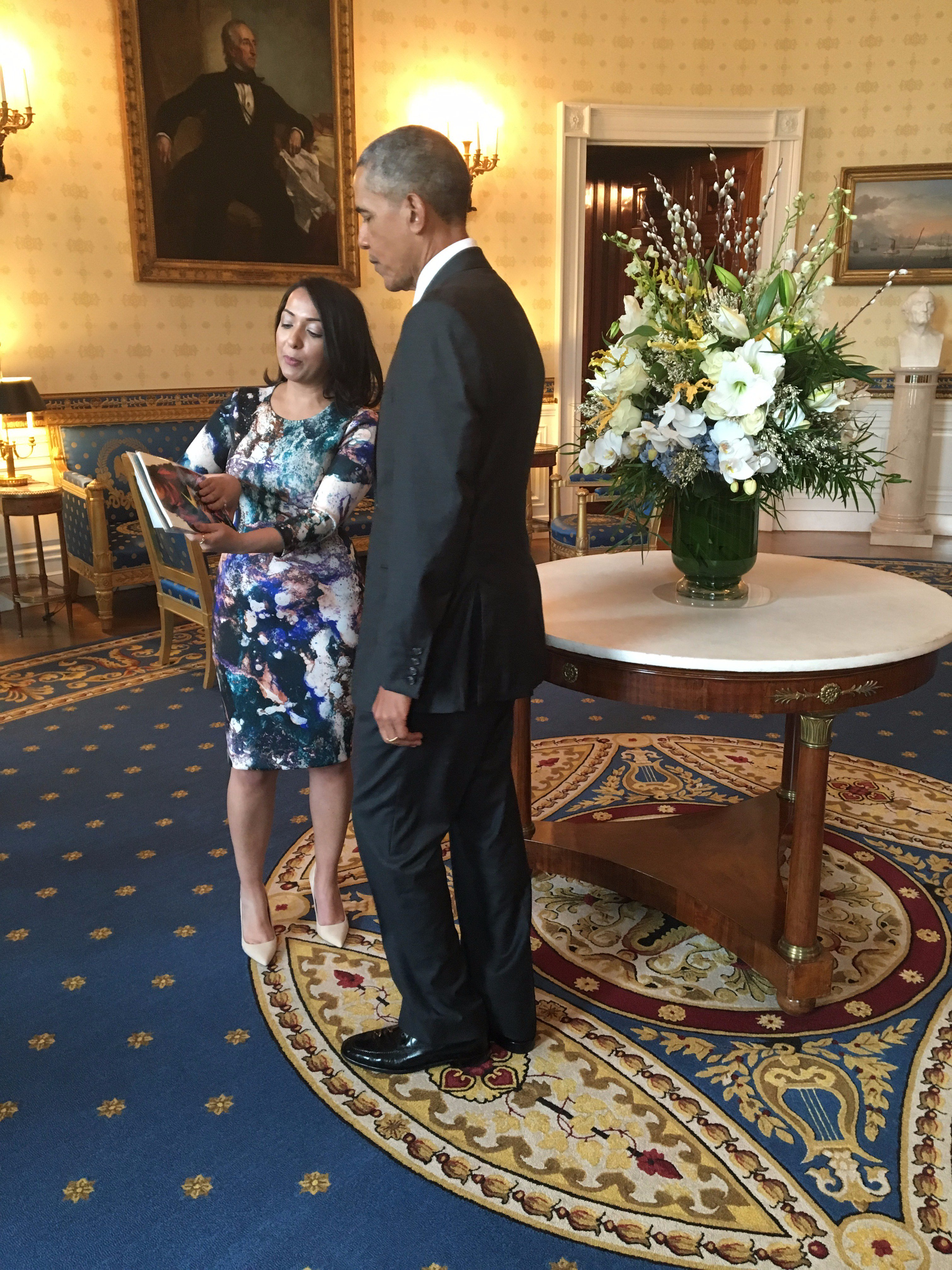
女性史月間のレセプションにおいて、作者の一人サナ・アマナットが『Ms.マーベル』単行本をバラク・オバマ大統領に見せている。

- 2015年1月、サンフランシスコ・シティバスの反イスラム的な車体広告の上にカーンのイラストレーションを描く運動が起きた。問題の広告は American Freedom Defense Initiative によって出稿されたもので、イスラムをナチズムになぞらえていた。これに反発したストリート・アーティストは広告をカーンの絵で塗りつぶし、「集え、偏見バスターズ」「レイシズムを踏み潰せ」「言論の自由はヘイト許可証ではない」「イスラム恐怖症はみんなを傷つける」「レイシスト」のようなメッセージを書き加えた[† 5]。これについてウィルソンは以下のようにツイートした。「誰か素晴らしい人が、SFで反ムスリムのバス広告にミズ・マーベルのグラフィティを描いている。愛を広げよう。」「私にとって、このグラフィティは言論の自由のやり取りの一つです。コール・アンド・レスポンス。主張・反主張。」[54]
- 2016年3月にホワイトハウスで開かれた女性史月間のレセプションで、『Ms.マーベル』の編集者サナ・アマナットがバラク・オバマ大統領を紹介する役を務めた。オバマ大統領は開会のあいさつでアマナットに言及した。「ミズ・マーベルはあなたが創作したコミックブックのキャラクターでしかありませんが、私に言わせれば、たくさんの小さい男の子や女の子にとってサナこそが本当のスーパーヒーローです」[55]
- 2016年10月、『ヴィレッジ・ヴォイス』誌の表紙にオータム・ホワイトハーストの手によるカーンのイラストレーションが掲載された。構図はJ・ハワード・ミラーのポスター「We Can Do It!」のオマージュだった。この号に掲載されたマリカ・ラオの記事 The Super Hero For Our Times: Ms. Marvel Will Save You Nowは、ウィルソンの経歴を紹介するとともに、コミックブック界でキャラクターやクリエーター、ファンの多様性が増加していることを伝えていた。[56]

## 別バージョンのカーン
- 2015年、ストーリーライン「シークレット・ウォーズ」の一環である Inhumans: Attilan Rising （原作Charles Soule、作画ジョン・ティムズ） にカーンが登場した。同作では異世界のニュー・アッティラを支配するメデューサに対してインヒューマンのブラックボルトが反乱を起こす。カーンはデイヴ・ジョンソンによって再デザインされ、より成熟したキャラクターとして描かれた。[57]

## MCU版
マーベル・シネマティック・ユニバース（MUC）では、イマン・ヴェラーニが演じる。日本語吹替は松岡美里が担当。
2022年6月8日より、Disney＋オリジナルドラマとして『ミズ・マーベル』が配信された。

## その他のメディア
2016年9月、マーベル社のクリエイティブ・コンサルタントを務めるジョー・カザーダは、ミズ・マーベルが急速に認知度を高めていることを受けて、将来的に「ほかのメディア [テレビ、映画]」に登場することを明言した。カザーダはミズ・マーベルのブレイクが「めったにないこと」と述べ、10年前であれば読者に受け入れられなかっただろうと認めた。

### オーディオブック
- 2015年8月, グラフィックオーディオ社からコミックブックシリーズの第5号までをオーディオ化した書籍 Ms. Marvel: No Normal が刊行された。マーベルとグラフィックオーディオは過去にもコラボレーションを行ったことがあるが、コミックブックから直接オーディオブックを製作する試みは同作が初めてだった。マーベルの Manager of Licensed Publishing であるジェフ・レインゴールドは「三人称の語り手を使わず、コミックの視覚表現を純粋にオーディオだけで伝えるのは難題だった」と述べた。[59]

### 書籍
- 2016年3月、マーベル・プレスは128ページの児童書 Ms. Marvel: Fists of Fury を翌年10月に発行することを告知した。公式にリリースされたあらすじによると、カーンの性別と文化的背景にもとづくいじめが同作の主題となる。[60]

### 映画
- カマラ・カーンは2018年公開のアニメーション映画 en:Marvel Rising: Secret Warriors に登場する。声優はキャスリーン・カヴァリが務める[61]。

### テレビ
- アニメシリーズ『アベンジャーズ・アッセンブル』― 第3シーズン (Avengers: Ultron Revolution)[62]でテレビ初登場を果たした。声優はキャスリーン・カヴァリ[63]。「The Inhuman Condition」のエピソードでカメオ登場、「The Kids Are Alright」で本格的に登場。 英語版ではキャスリーン・カヴァリーが担当[64]。日本語版声優は御沓優子。
- アニメシリーズ『マーベル フューチャー・アベンジャーズ』 ― 第15回に登場[要出典]。日本語版声優は鬼頭明里、英語版はキャスリーン・カヴァリーが担当。
- マーベル・ライジング - 英語版はキャスリーン・カヴァリーが担当。
- アニメ『マーベル スパイダーマン』 - 英語版はキャスリーン・カヴァリーが担当。日本語版声優は御沓優子。
- アニメ『スパイディとすごいなかまたち』 - 英語版はキャスリーン・カヴァリーが担当。日本語版声優は永瀬アンナ。

※このほか、『Marvel's Avengers: Secret Wars Shorts（日本未上陸）』や『マーベル おしえて!スパイダーマン』にも登場している。

### ビデオゲーム
- Marvel Puzzle Quest 『マーベル・パズルクエスト』 ― D3 Publisherによる基本プレイ無料のパズルゲーム。プレイアブルキャラクター。[65]
- Lego Marvel's Avengers 『LEGO マーベル アベンジャーズ』 ― プレイアブルキャラクター[66]。アシュリー・バーチが声優を担当する[67]。
- Marvel Avengers Academy [68]― モバイルゲーム。プリヤンカー・チョープラーが声優を担当する[69]。
- Marvel: Future Fight『Marvel Future Fight』 ― プレイアブルキャラクター[70]。
- Marvel: Contest of Champions『MARVEL オールスターバトル』 ― プレイアブルキャラクター[71]。
- Marvel Heroes ― MMORPG。サポートキャラクター[72]。
- Zen Pinball 2 ― DLCパック「Women of Power」にカーンが主役となるピンボール台が入っている[73]。
- Lego Marvel Super Heroes 2 [74]